# هانز أوشمان
هانز أوشمان (24 ديسمبر 1894، شونبيرج - 14 نوفمبر 1944، في فيمبي ) كان جنرالًا بالجيش (بالألمانية: Generalleutnant) ( (بالألمانية: Generalleutnant)  وضابط إشارات، الذي شارك في القيادة المبكرة لاستخبارات الإشارات الألمانية (بالألمانية: Reichswehrministerium Chiffrierabteilung) (وزارة الدفاع الألمانية) وسيصبح فيما بعد مدير وحدة التشفير في Reichswehrministerium Chiffrierabteilung، فيما بعد الجنرال دير ناخياوفليغون بين عامي 1932 و1934.   كان نجل الجنرال ألبرت أوشمان، الذي كان يعتبر خبيرًا في نقل السيارات والنقل الميداني داخل غرفة العمليات. 
أثناء قيادته، أنشأ ثلاث محطات اعتراض ثابتة إضافية، ليصل العدد إلى عشر. كما أدار خدمة التشفير والمراقبة (بالألمانية: Chiffrier und Horchleitstelle)، التي تم إنشاؤها في عام 1921. نظرًا لعدد مكاتب التشفير الوزارية التي كانت تتكاثر في وزارة الدفاع، رأى أوشمان حاجة إلى وكالة مركزية مستقلة عن أبفير، من شأنها أن تقوم بجمع المعلومات الاستخبارية وفكها وتشفيرها من أجل الوكالة الجديدة وتحقيق الاستقلال عن الدفاع الألماني. سميت هذه الوكالة الجديدة بمحطة التحكم والاعتراض (HLS) (بالألمانية: Horchleitstelle) وتم إنشاؤها في وقت ما في عام 1933/3434.   ستصبح هذه المنظمة في نهاية المطاف الجنرال دير ناخياوفليغون.

## الحياة الشخصية
تزوج من Ute Aschenborn في 1 ديسمبر 1919.